# Udonella ophiodontis
Udonella ophiodontis är en plattmaskart. Udonella ophiodontis ingår i släktet Udonella och familjen Udonellidae. Inga underarter finns listade i Catalogue of Life.